# Emma Kimiläinen
Emma Elina Kimiläinen-Liuski, geboren Kimiläinen (Helsinki, 8 juli 1989) is een Fins autocoureur.

## Carrière
Kimiläinen begon haar autosportcarrière in het karting in 2001, waar zij tot 2004 in uitkwam. Zij reed voornamelijk in Finse en Noordse kampioenschappen. In 2005 maakte zij de overstap naar het formuleracing, waarin zij uitkwam in de Noord-Europese Formule Ford. In haar eerste seizoen eindigde zij als vijfde in het klassement, waarin zij in een aantal races als beste rookie eindigde. In 2006 werd zij tweede in deze klasse met 139 punten, wat haar op gelijke hoogte bracht met Sami Isohella. Zij eindigde echter als tweede omdat Isohella een overwinning meer had behaald. In 2007 stapte zij over naar de Zweedse Radical Cup, waar zij tweede werd in de nationale klasse en derde in de RM-klasse.
In 2008 stapte Kimiläinen over naar de ADAC Formel Masters als coureur bij het team Van Amersfoort Racing, nadat zij werd opgenomen in het opleidingsprogramma van Audi. Op het TT-Circuit Assen behaalde zij haar enige podiumfinish met een tweede plaats en werd zo tiende in de eindstand met 76 punten. Als gevolg van de financiële crisis verloor zij in 2009 de steun van Audi en stapte zij met haar eigen financiering over naar de Formule Palmer Audi. Zij behaalde drie podiumplaatsen op Silverstone en een op Brands Hatch, waardoor zij met 260 punten vijfde werd in het klassement. Vanwege een gebrek aan financiering vertrok zij na dit seizoen uit de autosport en richtte zij zich op het starten van een gezin.
In 2014 keerde Kimiläinen verrassend terug in de autosport, nadat zij door PWR Racing werd opgeroepen om deel te nemen aan het Scandinavian Touring Car Championship. In haar eerste seizoen behaalde zij een tweede plaats op de Falkenbergs Motorbana en werd zij met 55 punten elfde in het klassement. In 2015 bleef zij actief bij het team en scoorde zij drie derde plaatsen op de Scandinavian Raceway, het Mantorp Park en de Ring Knutstorp, waardoor zij zich verbeterde naar de zevende plaats in het kampioenschap met 158 punten. In 2016 reed zij opnieuw in de klasse, alhoewel zij vanwege een nekblessure, opgelopen tijdens het openingsweekend op het Skövde Airport, niet het hele seizoen kon rijden. In 2017 stapte zij over naar het Zweedse ThunderCar-kampioenschap, waar zij als gastcoureur in vier races reed. In 2018 zou zij deelnemen aan het nieuwe Electric GT Championship, maar de klasse werd geannuleerd voordat er een race was verreden.
In 2019 werd Kimiläinen geselecteerd als een van de achttien coureurs in het eerste seizoen van de W Series, een kampioenschap waar enkel vrouwen aan deelnemen. Vanwege een crash met Megan Gilkes in de seizoensopener op de Hockenheimring kreeg zij echter weer last van haar nekblessure, waardoor zij de volgende twee races op het Circuit Zolder en het Misano World Circuit Marco Simoncelli moest missen. In de vierde race op de Norisring eindigde zij bij haar terugkeer in de klasse als vijfde.